# Clopamid
Clopamid, ein Dimethyl-piperidino-sulfamoyl-benzamid-Derivat, ist ein Arzneistoff aus der Gruppe der Thiaziddiuretika.

## Pharmakologie
In einer Doppelblindstudie wurden die hyperglykämischen Wirkungen von Clopamid 30 mg/Tag, Clorexolon 25 mg/Tag und Hydrochlorothiazid 25 mg/Tag verglichen. Bei den Probanden handelte es sich um 18 etablierte Diabetiker mit leichter Hypertonie oder diabetischer Retinopathie. Bei den 15 Patienten, die kein Insulin erhielten, verursachten Clopamid und Clorexolon einen erheblichen Anstieg des mittleren Blutzuckerspiegels, während Hydrochlorothiazid in der verwendeten Dosis keine signifikante Wirkung hatte. Bei den drei insulinabhängigen Patienten waren die Veränderungen des Blutzuckerspiegels gering und statistisch nicht signifikant.
Clopamid ist eine potenziell photosensibilisierende Verbindung. Durch den Photoabbau von Clopamid sind zwei Produkte entstanden, nämlich 2-Chlor-5-((2,6-dimethylpiperidin-1-yl)carbamoyl)benzolsulfonsäure und 4-Hydroxy-N-(2,6-dimethyl-1-piperidyl)-3-sulfamoylbenzamid. Außerdem konnte beobachtet werden, dass UV-Licht die Substituenten am Benzolring verändert. Anwender von Clopamid sollten eine (natürliche oder künstliche) Lichtexposition vermeiden, um eine arzneimittelinduzierte Lichtempfindlichkeit zu verhindern.

## Pharmakokinetik
In einer Studie wurde die Pharmakokinetik von Clopamid nach oralen Dosen von 5, 10 und 20 mg bestimmt. Im Zeitraum von 2 Stunden wurden maximale Plasmakonzentrationen beobachtet, gefolgt von einer monoexponentiellen Abnahme mit einer Eliminationshalbwertszeit von etwa 10 Stunden. Bei chronischer Verabreichung an Patienten mit Bluthochdruck war die Hypokaliämie bei Clopamid (10 mg/Tag) ausgeprägter als bei Clopamid (5 mg/Tag) oder Chlorothiazid (500 mg/Tag).

## Synthese
Die mehrstufige Synthese von Clopamid ist in der folgenden Reaktionssequenz beschrieben:

## Handelsnamen
Briserin/mite (D), Viskaldix (D, F)